# Каркасон
 Тази статия е за града в Южна Франция.  За играта „Каркасон“ вижте Каркасон (игра).  
Каркасо̀н (на френски: Carcassonne, на окситански: Carcassona, Каркасу̀но) е град в южна Франция. Разположен е в историческата провинция Лангедок днес региона Лангедок-Русийон, департамент Од, на 805 km югозападно от Париж и 88 km югоизточно от Тулуза. Население 49 133 души по данни от преброяването през 2010 г.

## История
Първите следи, свидетелстващи за човешко присъствие в района на Каркасон, датират 3500 г. пр.н.е. Хълмът е бил заселен през 6 век пр.н.е. от иберийските келти. По-късно, през 100 г. пр.н.е., римляните укрепват града и го наричат Julia Carsaco (което преминава в Carcasum).
През 462 г. Каркасон е превзет от вестготите и Теодорих II построява нови укрепления. Градът остава под управлението на вестготите до началото на 8 век, като удържа атаките на франките, предвождани от Хлодвиг I през 508 г. През 725 г. Каркасон е превзет от Сарацините, а през 759 Пипин III го включва в пределите на Франкската империя.
През 1082 г. Реймон Роже Тронкавел става виконт на Каркасон и през следващите няколко десетилетия фамилията Тронкавел разраства града – построен е дворец в крепостта, през 11 век започва и строежът на базиликата на Сен Назер. През 1209 г. Каркасон изиграва основна роля в Албигойския кръстоносен поход, тъй като градът е укрепление на катарите.

## Забележителности
- Стените на Каркасон са изключителен образец на военна архитектура. Това са най-дългите стени в Европа (близо 3 km), приказна смесица от кулички, наблюдателници, назъбени парапети на бойни кули и подвижни мостове, чийто строеж започва през 7 век. Изминават 13 века на изменения, допълнения и разкрасявания от римляни, гали, визиготи, араби, франки и френски благородници, преди този двоен крепостен вал, най-големият в Европа, да бъде завършен. Осветлението нощно време му придава много драматичен вид, въпреки че вече не се използват факли.
- La Cite е старата част на града. Разположена е върху хълм висок 450 m, който векове наред е бил границата между днешна Франция и Испания.
- Катедралата „Сен Назер“ е от 12 век и има най-интересната архитектура в стария град.
- Хотел „Сите“ е построен върху мястото на бивш епископски дворец. Изграден е вътре в древните укрепления и включва една от 52-те стражеви кули. Целият хотел е обвит с бръшлян.

## Събития
- Средновековният фестивал в Каркасон – провежда се в началото на август. Предлага културни прояви през целия юли.
- На 14 юли, в Деня на превземането на Бастилията, има заря над укрепленията.

## Известни личности
Родени в Каркасон
- Андре Каят (1909 – 1989), режисьор
- Морис Сарай (1856 – 1929), френски военен деец
- Албер Ферт (р. 1938), физик